# Klaus Becker (Bildhauer)

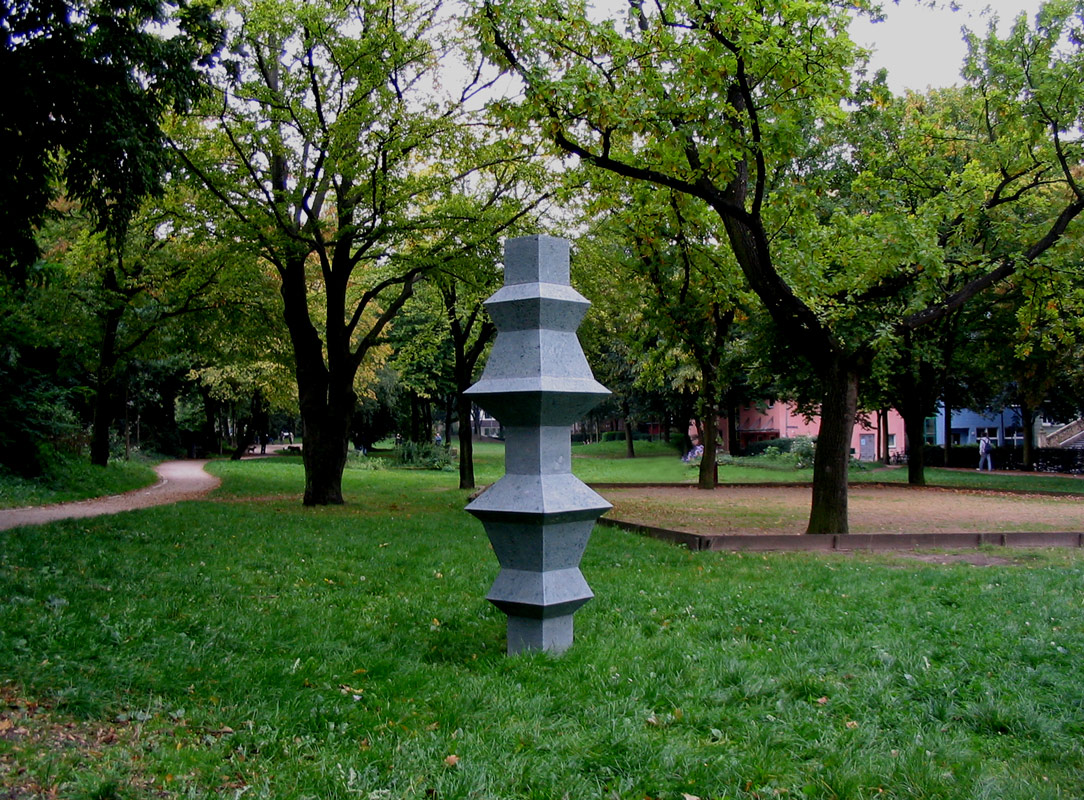
Säule im Lohmühlenpark, Hamburg, 2006

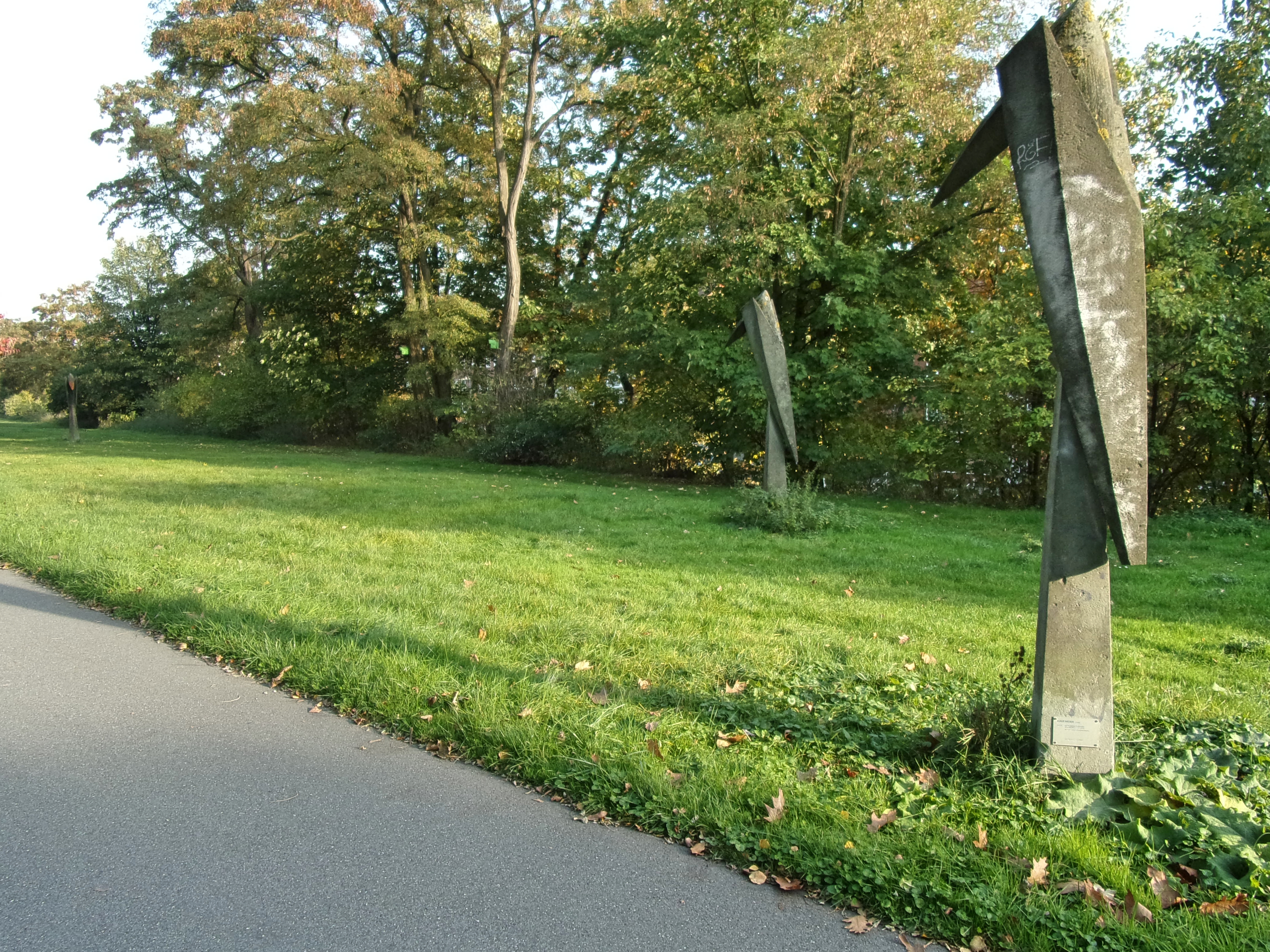
Drei Vogelsäulen für Borgfelde, Skulptur

Klaus Becker (* 31. März 1956 in Hamburg) ist ein deutscher freischaffender Künstler und Bildhauer.

## Leben
Klaus Becker wurde 1956 in Hamburg geboren. Seine Eltern waren der Rechtsanwalt Horst Becker und die Fotografin Ursula Becker-Mosbach. Nach Abitur, Zivildienst und kurzem Versuch eines Chemiestudiums studierte Becker 1980–1987 freie Kunst und Bildhauerei an der Hochschule für bildende Künste Hamburg (HfbK) bei Claus Böhmler und Ulrich Rückriem. Von 2000 bis 2002 lehrte Becker als Gastprofessor an der HfbK Hamburg.
Klaus Becker arbeitet in Ateliers in Anröchte-Klieve und Hemmoor-Basbeck.

## Werk
Beckers Werk umfasst Skulpturen aus Holz, Stein, Bronze und Kupferblech, sowie Radierungen, Fotografien, Zeichnungen und Steinabreibungen.
Seine Suche nach Elementarformen, die in allen Kulturen zu finden sind, führte ihn über die Beschäftigung mit Symmetrien zu einem Schwerpunkt seiner Arbeit: prozesshaft algorithmische Steinreihen zur Entstehung von Kugeln aus den Grundformen Würfel und Oktaeder. Hierbei werden die Ecken und Kanten der Grundformen nach einer festgelegten Regel Schritt für Schritt gebrochen. Die Wandlungen der Geometrien auf den Oberflächen der Steinpolyeder auf dem Weg zur Kugel dokumentiert Becker mit Steinabreibungen auf Papier, Abformungen aus Bronze oder Kupferblech und mit Reihen von Fotografien. Die im Werkprozess gefundenen geometrischen Formen bilden die Grundlage für seine weiteren Arbeiten wie Säulen- und Kapitellformen.
Die mathematisch-philosophischen Aspekte der algorithmischen Arbeiten behandelt Becker in Texten und Vorträgen sowie im Dialog mit Mathematikern und Philosophen, die er im Rahmen seiner Ausstellungen zu Gesprächen und Vorträgen einlädt.
Außerdem arbeitet Becker mit Skulpturen aus Holz (Vogelskulpturen) sowie mit Skulpturen, die aus Blättern, Schilfstängeln und Wachs geformt und aus Bronze gegossen werden. Als Gegensatz zur präzisen, regelhaften Arbeit an den Steinreihen liegt Beckers Interesse hierbei auf den nicht kontrollierbaren Arbeitsprozessen. Die Wahl der Materialien und die Gussprozesse erzeugen zufällige, „wilde“ Ergebnisse.

## Stipendien/Auszeichnungen
- 1990	Arbeitsstipendium der Stadt Hamburg
- 1998	Förderung durch die Erdwin-Amsinck-Stiftung
- 1998	Arbeitsstipendium des Kunstfonds e.V.
- 2011	Phenomena 1. Preis der Deutschen Gesellschaft für Geometrie und Graphik[4]

## Arbeiten im öffentlichen Raum
- 1982 	Zwei Vogel Raum, Traunspark, Hamburg
- 1988 	Drei Vogel Raum, Oben Borgfelde, Hamburg
- 1988 	Oktaederkugel für das Geomatikum in Hamburg[5]
- 1992 	Säule für die Seegeniederung, Gartow
- 1998 	Offener Kugelraum für Anröchte, Anröchte
- 2006 	Säule für den Lohmühlenpark, Hamburg, St. Georg[6]
- 2007 	Beobachtungsfeld für die Vogelschau, Anröchte-Klieve
- 2018 	Schöpfungskreuz Waldhausen, Sichtigvor[7]

## Ausstellungen (Auswahl)

### Einzelausstellungen
- 1989	Drei Vogel Raum, Westwerk, Hamburg
- 1993	Sechsflächner-Kugel, Galerie BASTA, Hamburg (K)[3]
- 1995	Achtflächner-Kugel, Galerie BASTA, Hamburg
- 1997	Die Dodekaederkugel, Kooperative K, Hagen und Künstlerhaus Bergedorf, Hamburg
- 1999	Verzweigungen, Kunstverein Springhornhof, Neuenkirchen (K)[8]
- 2002	Wilde Alte Seele, Westwerk e.V., Hamburg[9]
- 2004	Großer Fluss, Kunstverein Lippstadt (K)[10]
- 2009	Arbeit an der Form, Westwerk, Hamburg
- 2016	Nach-Ein-Ander:Neben-Ein-Ander, Galerie Hof Schulte, Anröchte
- 2016	Nach-Ein-Ander:Neben-Ein-Ander, Kloster Kamp, Kamp-Lintfort[11]
- 2018	AllesGanzEinfach/EinfachAllesGanz/GanzEinfachAlles, Kunstraum Scheer, Lippstadt
- 2019	Bedingt Abhängiges Entstehen, Spenner Forum, Erwitte
- 2020	Das Diamantene Fahrzeug, Einstellungsraum, Hamburg[12]
- 2021	Vom Tsantsa Zum Yantra, Internet[13][14]

### Gruppenausstellungen
- 1989	Hamburg-Projekt (K)
- 1992	Wendland-Symposion, Gartow (K)
- 1998	Algorithmen in Stein, Internationaler Mathematikerkongress Berlin (K)[15]
- 1998	Die Hexaederkugel, Galerie KunstMitte Berlin (Galerie Löhrl)
- 1999	Zwei Bildhauer, Galerie Hof Schulte, Anröchte (mit Ulrich Rückriem)
- 1999	Hexaederkugel, Ministerium für Arbeit, Soziales NRW, Düsseldorf (K)[16]
- 2000	Am Rande des Jahrtausends, Bielefelder Kunstverein, Bielefeld (K)[17]
- 2008	Algorithmen in Stein, Akademie der Wissenschaften, Berlin
- 2010	Ästhetische Geometrie-geometrische Ästhetik, Reichsabtei, Kornelimünster
- 2010	Form aus der Stille, ZEN-Tempel Butsugenji, Lippstadt  (mit Kuzu)
- 2014	Zwischen/Zwei, PleasureGroundGalerie, Hamburg (mit Maria Fisahn)
- 2020	Einander, Künstlerhaus Sootbörn, Hamburg (mit Bernhard Striebel)

(K=Katalog)

## Ausstellungskataloge
- Kubus-Kugel. Galerie Basta, Hamburg 1993, OCLC 258405545.
- Algorithmen in Stein. Verlag nicht ermittelbar, Anröchte-Klieve 1998, OCLC 1398013277 (Internationaler Mathematikerkongress Berlin).
- Verzweigungen. Kunstverein Springhornhof, Neuenkirchen 1999, DNB 956957595 / OCLC 313486026.
- Die Hexaederkugel; Skulpturen, Steinabreibungen. Galerie Löhrl, Mönchengladbach 1999, OCLC 836518840 (Ausstellung im Ministerium für Arbeit NRW).
- Am Rande des Jahrtausends (= Bielefelder Kunstverein: Edition; Bd. 26). Pendragon, Bielefeld 2000, ISBN 978-3-934872-00-4.
- Großer Fluss. Kunstverein Lippstadt, Lippstadt 2004, ISBN 978-3-9806707-6-0.